# Staindrop
Staindrop is een civil parish in het bestuurlijke gebied City of Durham, in het Engelse graafschap Durham. In 2001 telde het dorp 1241 inwoners.